# Кайзер (рід)

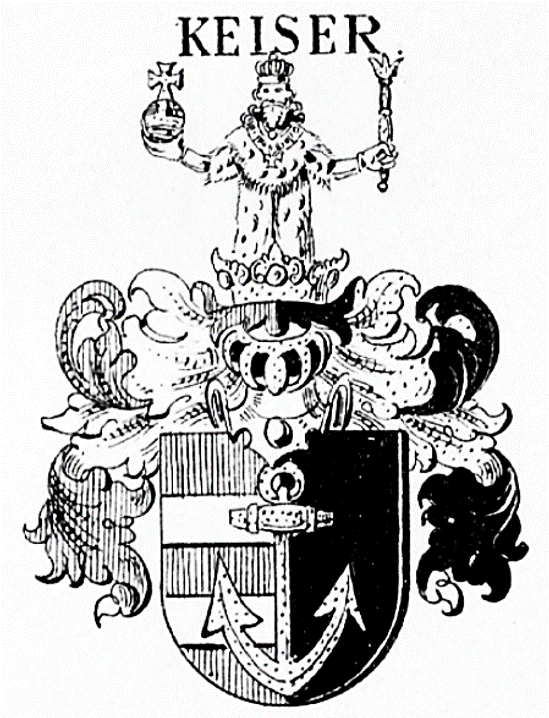
Герб Кайзерів.

Кайзери (нім. Keiser) — прусський знатний рід спадкових військовиків.

## Історія
Родовід починається з Якоба Кайзера із Герфорда, який був кантором та вчителем гімназії в Лемго і помер в 1740 році. 22 квітня 1868 року генерал-лейтенант Прусської армії Карл Кайзер отримав від короля спадкове дворянство і герб.

## Герб
Ліва половина гербового щита червона з двома срібними смугами, права — чорна. Посередині щита зображений золотий якір. Над щитом зображений шолом, над шоломом — імператор в повному вбранні. Намети шолома червоно-срібні праворуч і чорно-золоті ліворуч.

## Відомі представники
- Карл фон Кайзер (1802–1885) — генерал-лейтенант Прусської армії.
  - Отто фон Кайзер (1842–1907) — оберстлейтенант Прусської армії.
    - Ріхард фон Кайзер (1867–1946) — генерал-майор Прусської армії.

  - Карл фон Кайзер (1843–1929) — генерал-лейтенант Прусської армії.
    - Карл фон Кайзер (1871–1929) — генерал-майор Прусської армії.
    - Вальтер фон Кайзер (1874–1954) — майор Прусської армії і автор доповнень до «Списку німецького дворянства».

  - Макс фон Кайзер (1845 — ?) — державний службовець.
  - Ернст фон Кайзер (1846–1906) — оберстлейтенант Прусської армії.
    - Еріх фон Кайзер (1882–1969) — генерал-лейтенант вермахту.